# Rush Hour (serie televisiva)
Rush Hour è una serie televisiva statunitense trasmessa dalla CBS nel 2016.
Ideata da Blake McCormick e Bill Lawrence, si basa sull'omonima serie di film iniziata con Rush Hour - Due mine vaganti. Come i film, la serie segue le vicende del detective Carter, un investigatore del Los Angeles Police Department, e del detective Lee, un detective di Hong Kong, dal momento in cui sono costretti a formare un'improbabile unità investigativa.
Annunciata ufficialmente l'8 maggio 2015, è stata trasmessa dal 31 marzo 2016, venendo tuttavia rimossa prematuramente dai palinsesti durante il seguente mese di maggio. Gli episodi prodotti rimasti inediti vennero poi trasmessi in estate, dal 23 luglio al 20 agosto 2016.
In Italia è andata in onda su Premium Crime dal 18 dicembre 2016 al 29 gennaio 2017, mentre in chiaro è stata trasmessa su Italia 1 dal 25 giugno al 6 agosto 2017 e sul 20 in una maratona tra il 7 e l'8 aprile 2018.

## Trama
Il detective Jonathan Lee, un maestro delle arti marziali riservato e onesto, arrivato a Los Angeles per vendicare la presunta morte di sua sorella e indagare sul suo legame con un'organizzazione criminale cinese: il Quantou. Il detective James Steven Carter, costretto ad aiutarlo, è invece un poliziotto spiritoso che gioca secondo le proprie regole e che mai ha voluto un partner. Per quanto esasperante possa essere avere a che fare con lui, il capitano Lindsay Cole riconosce in Carter uno dei suoi uomini più brillanti e produttivi. Mentre il sergente Didi Diaz, un'amica di Carter e sua ex-partner che non teme di definirlo un buffone, cerca di aiutarli ad andare d'accordo. Nonostante lo scontro di culture e i bollenti spiriti, Carter e Lee non possono negare di formare una squadra formidabile e, a malincuore, ammettere che a volte da un'accoppiata improbabile può nascere una grande collaborazione.

## Personaggi e interpreti
- Detective James Steven Carter, interpretato da Justin Hires
- Detective Jonathan Lee, interpretato da Jon Foo
- Sergente Didi Diaz, interpretata da Aimee Garcia
- Gerald Page, interpretato da Page Kennedy
- Capitano Lindsay Cole, interpretata da Wendie Malick

## Episodi
| Stagione       | Episodi | Prima TV originale | Prima TV Italia |
| -------------- | ------- | ------------------ | --------------- |
| Prima stagione | 13      | 2016               | 2016-2017       |

## Riprese
Tra le location utilizzate per girare la serie c'erano tre posti nella regione della valle di San Fernando a Los Angeles, in California: Roscoe Boulevard a Canoga Park e due sedi a Studio City: Universal Inn su Ventura Boulevard e Vista Pointe II Apartments su Aqua Vista Street.

## Accoglienza
La serie è stata accolta negativamente dalla critica. Sull'aggregatore di recensioni Rotten Tomatoes ha un indice di gradimento del 24% con un voto medio di 4,58 su 10, basato su 21 recensioni, mentre su Metacritic ha un punteggio di 46 su 100, basato su 18 recensioni.